# A/P22S-6
A/P22S-6 fue el nombre de un traje espacial y de pilotaje de presión total diseñado y construido por la empresa David Clark como sustitución para el A/P22S-4.
El traje podía ser fabricado en 12 tallas y fue usado básicamente para uso en bombarderos y aeronaves de combate y reconocimiento.

## A/P22S-6A
Una modificación del A/P22S-6, el A/P22S-6A, disponía de recolector de orina y otros cambios.